# Locus Plethore
Locus Plethore — первый  суперкар, прототип, дебютировавший на автошоу в Монреале летом 2007 года. Автомобиль  разработан компанией HTT Automobile,  над дизайном потрудился шеф-дизайнер Locus Люк Шартран. Спорткар имеет корпус, который полностью изготовлен из углепластика, также оснащён 8-цилиндровым V-образным двигателем GM Perfomance объёмом 8,2 л. и мощностью 1300 л.с. При наличии специальных шин, теоретически, его максимальная скорость может превышать 430 км/ч. Тормоза дисковые вентилируемые, 6-поршневые спереди и 4-поршневые сзади. Журналисты дали этому автомобилю прозвище «квебекская бомба». Система безопасности автомобиля включает в себя несколько подушек безопасности и жёсткий каркас кузова. Стеклоподъёмники электрические с памятью, а механизм открытия дверей чем-то напоминает механизм Lamborghini. Конструкция и салон Locus Plethore имеют схожесть с другим автомобилем — McLaren P1, ведь позиция водителя находится в центре салона, а по бокам — сидения пассажиров.

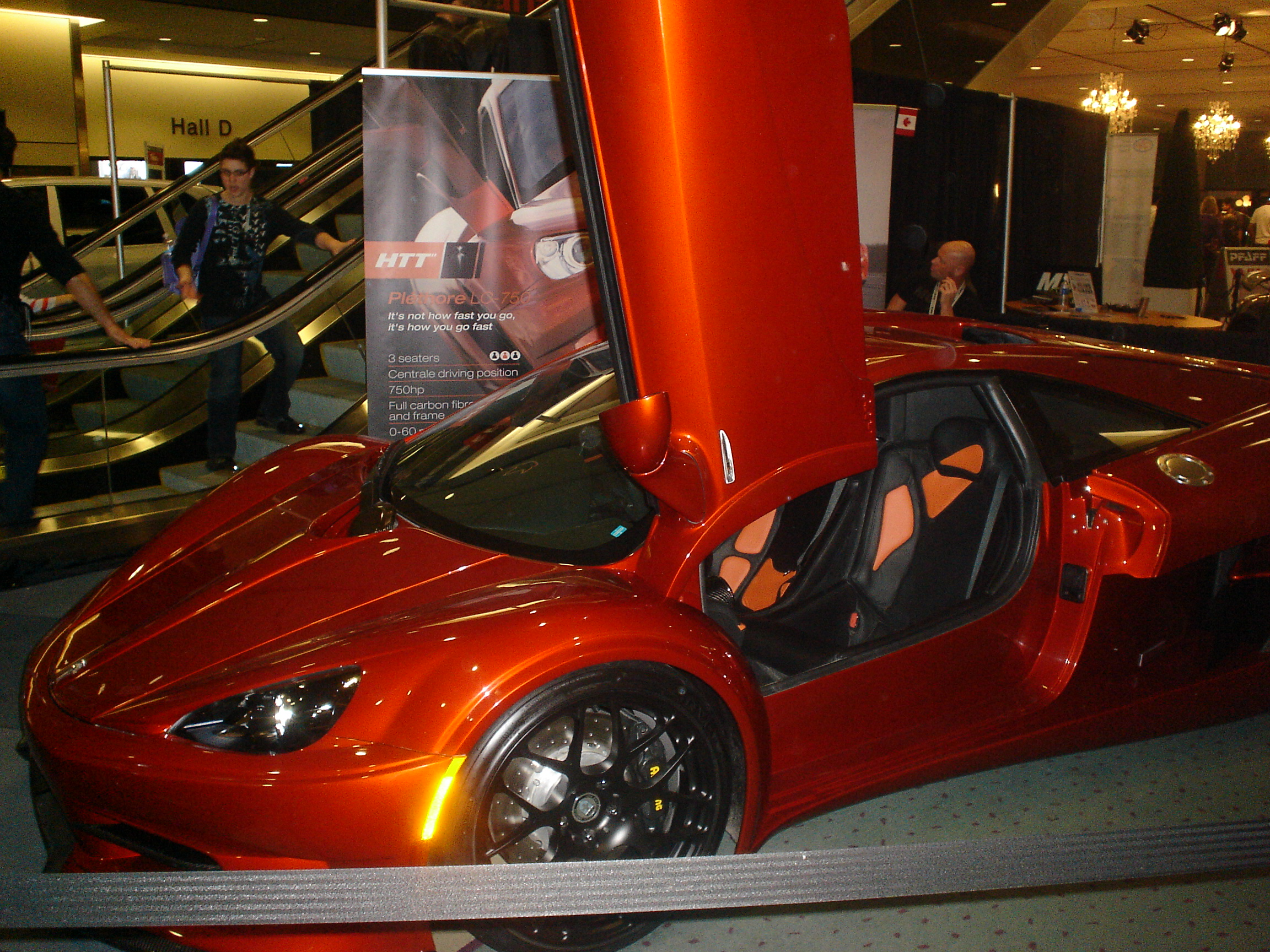
HTT Plethore на автошоу в Торонто. 2010 год